# Olympische Sommerspiele 1976/Leichtathletik – 4 × 100 m (Frauen)

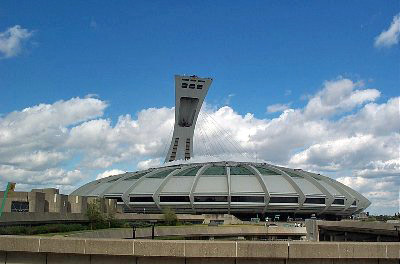
Das Olympiastadion in Montreal

Der 4-mal-100-Meter-Staffel der Frauen bei den Olympischen Spielen 1976 in Montreal wurde am 30. und 31. Juli 1976 im Olympiastadion Montreal ausgetragen. In zehn Staffeln nahmen vierzig Athletinnen teil.
Olympiasieger wurde die Staffel der DDR mit Marlies Oelsner, Renate Stecher, Carla Bodendorf und Martina Blos.
Silber ging an die Bundesrepublik Deutschland (Elvira Possekel, Inge Helten, Annegret Richter, Annegret Kroniger).
Bronze errang die Sowjetunion in der Besetzung Tetjana Prorotschenko, Ljudmila Maslakowa, Nadeschda Besfamilnaja und Wera Anissimowa.
Staffeln aus der Schweiz, Österreich und Liechtenstein nahmen nicht teil.

## Rekorde

### Bestehende Rekorde
| Weltrekord         | 42,50 s | DDR (Marlies Oelsner, Renate Stecher, Carla Bodendorf, Martina Blos)                         | Karl-Marx-Stadt (heute Chemnitz), DDR (heute Deutschland) | 29. Mai 1976       |
| Olympischer Rekord | 42,81 s | BR Deutschland (Christiane Krause, Ingrid Mickler-Becker, Annegret Richter, Heide Rosendahl) | Finale OS München, BR Deutschland (heute Deutschland)     | 10. September 1972 |

### Rekordverbesserungen
Der bestehende olympische Rekord wurde zweimal verbessert:
- 42,61 s – BR Deutschland (Elvira Possekel, Inge Helten, Annegret Richter, Annegret Kroniger), erster Vorlauf am 30. Juli
- 42,55 s – DDR (Marlies Oelsner, Renate Stecher, Carla Bodendorf, Bärbel Eckert), Finale am 31. Juli

Zum Weltrekord fehlten der siegreichen DDR-Staffel fünf Hundertstelsekunden.

## Durchführung des Wettbewerbs
Die Staffeln absolvierten am 30. Juli zwei Vorläufe, in denen sich die jeweils drei besten Mannschaften – hellblau unterlegt – sowie die nachfolgend zwei zeitschnellsten Teams – hellgrün unterlegt – für das Finale am 31. Juli qualifizierten.

## Zeitplan
30. Juli, 10:00 Uhr: Vorläufe

31. Juli, 18:30 Uhr: Finale
Anmerkung:
Alle Zeiten sind in Ortszeit Montreal (UTC−5) angegeben.

## Vorrunde
Datum: 30. Juli 1976, ab 10:00 Uhr

### Vorlauf 1
| Platz | Staffel        | Besetzung                                                                       | Zeit    | Anmerkung |
| ----- | -------------- | ------------------------------------------------------------------------------- | ------- | --------- |
| 1     | BR Deutschland | Elvira Possekel Inge Helten Annegret Richter Annegret Kroniger                  | 42,61 s | OR        |
| 2     | Sowjetunion    | Tetjana Prorotschenko Ljudmila Maslakowa Nadeschda Besfamilnaja Wera Anissimowa | 43,33 s |           |
| 3     | Großbritannien | Wendy Clarke Denise Ramsden Sharon Colyear Andrea Lynch                         | 43,44 s |           |
| 4     | Australien     | Barbara Wilson Debbie Wells Denise Robertson Raelene Boyle                      | 43,67 s |           |
| 5     | Frankreich     | Chantal Corbrejaud Catherine Delachanal Chantal Réga Sylviane Telliez           | 43,95 s |           |

### Vorlauf 2
| Platz | Staffel | Besetzung                                                          | Zeit    |
| ----- | ------- | ------------------------------------------------------------------ | ------- |
| 1     | DDR     | Marlies Oelsner Renate Stecher Carla Bodendorf Bärbel Eckert       | 43,00 s |
| 2     | USA     | Martha Watson Evelyn Ashford Debra Armstrong Chandra Cheeseborough | 43,46 s |
| 3     | Kanada  | Margaret Howe Patty Loverock Joanne McTaggart Marjorie Bailey      | 43,53 s |
| 4     | Jamaika | Rosie Allwood Jacqueline Pusey Carol Cummings Leleith Hodges       | 43,88 s |
| 5     | Kuba    | Isabel Taylor Carmen Valdés Fulgencia Romay Silvia Chivás          | 44,29 s |

## Finale
Datum: 31. Juli 1976, 18:00 Uhr
| Platz | Staffel        | Besetzung                                                                       | Zeit    | Anmerkung |
| ----- | -------------- | ------------------------------------------------------------------------------- | ------- | --------- |
| 1     | DDR            | Marlies Oelsner Renate Stecher Carla Bodendorf Bärbel Eckert                    | 42,55 s | OR        |
| 2     | BR Deutschland | Elvira Possekel Inge Helten Annegret Richter Annegret Kroniger                  | 42,59 s |           |
| 3     | Sowjetunion    | Tetjana Prorotschenko Ljudmila Maslakowa Nadeschda Besfamilnaja Wera Anissimowa | 43,09 s |           |
| 4     | Kanada         | Margaret Howe Patty Loverock Joanne McTaggart Marjorie Bailey                   | 43,17 s |           |
| 5     | Australien     | Barbara Wilson Debbie Wells Denise Robertson Raelene Boyle                      | 43,18 s |           |
| 6     | Jamaika        | Leleith Hodges Rosie Allwood Carol Cummings Jacqueline Pusey                    | 43,24 s |           |
| 7     | USA            | Martha Watson Evelyn Ashford Debra Armstrong Chandra Cheeseborough              | 43,35 s |           |
| 8     | Großbritannien | Wendy Clarke Denise Ramsden Sharon Colyear Andrea Lynch                         | 43,79 s |           |

Wie bei den Olympischen Spielen 1972 kam es hier zu einem deutsch-deutschen Duell. Das hatte sich bereits in den Halbfinals abgezeichnet, als die bundesdeutsche Mannschaft ihren eigenen olympischen Rekord verbessert und die DDR-Staffel den zweiten Vorentscheidungslauf für sich entschieden hatte.
Die beiden Spitzenläuferinnen Renate Stecher aus der DDR und Annegret Richter aus der Bundesrepublik liefen nicht direkt gegeneinander. Stecher war die zweite Läuferin der DDR-Staffel, das bundesdeutsche Team schickte Richter als dritte Läuferin ins Rennen. Diese konnte ihrer Mannschaftskameradin Annegret Kroniger einen leichten Vorsprung vor der DDR-Staffel auf den Weg mitgeben. Doch Bärbel Eckert, die 200-Meter-Olympiasiegerin, zog an Kroniger vorbei und gewann am Ende mit vier Hundertstelsekunden Vorsprung. Beide Mannschaften unterboten dabei den im Halbfinale neu aufgestellten olympischen Rekord. Den Weltrekord verfehlten die siegreichen DDR-Läuferinnen um gerade einmal fünf Hundertstelsekunden. Bronze ging an die UdSSR, die eine halbe Sekunde hinter der Bundesrepublik Deutschland und eine knappe Zehntelsekunde vor Kanada ins Ziel kam.

## Video
- 1976 Olympics Women's 4×100 metres sprint relay.mp4, youtube.com, abgerufen am 21. Oktober 2021